# Jonas Martini Frodelius
Jonas Martini Frodelius, född 1634, död 1697 i Västra Ny socken, han var en svensk kyrkoherde i Västra Ny församling.

## Biografi
Jonas Martini Frodelius föddes 1634. Han studerade vid gymnasiet och prästvigdes 20 december 1664 till huspredikant på Medhamra, Hagebyhöga socken. Frodelius blev 1666 huspredikant på Säby, Hovs socken. Han avled 1677 kyrkoherde i Västra Ny församling, Västra Ny pastorat. Frodelius avled 1697 i Västra Ny socken och begravdes 22 oktober samma år.

### Familj
Frodelius gifte sig med Anna Mört (död 1716). Hon var dotter till kyrkoherden Magnus Petri Mört och Elsa Brask i Västra Ny socken. De fick tillsammans barnen Samuel, David, Greta, Magnus Frodell och Anna (1688–1753).